# 야로슬라블주

야로슬라블주의 소형 국장

야로슬라블주(러시아어: Ярославская область, 러시아어 발음: [jərɐˈsɫafskəjə ˈobɫəsʲtʲ]) 또는 야로슬라프주는 러시아의 연방주체이다. (주)는 중앙 연방관구에 위치하며 트베리, 모스크바, 이바노보로 둘러싸여있다. 주변에는 블라디미르, 코스트로마 및 볼로그다가 있다.
지리적 위치로 인해 모스크바와 상트페테르부르크에 근접해 있다는 이점을 얻는다. 또한 야로슬라블의 도시는 행정 중심지로 주요 고속도로, 철도, 수로가 있다. 인구는 2010년 러시아 인구 조사에서 확인할 수 있다.

## 지리
야로슬라블주의 기후는 온대 대륙성 기후로, 4계절이 뚜렷하게 구분되어 있으며, 대부분 강수량은 따뜻한 반기 동안 소나기로 내린다. 겨울은 춥고 눈이 많이 내리고, 여름은 매우 따뜻하다. 가장 추운 달은 1월로, 평균 기온이 약 −8.2 °C (17.2 °F)이고, 가장 따뜻한 달은 7월로, 평균 기온이 +18.9 °C (66.0 °F)이다.
예전에는 거의 모든 지역이 울창한 침엽수림(전나무, 소나무)으로 덮여 있었다. 이 중 많은 부분이 수확된 후, 지금은 많은 지역이 2차 생장 자작나무-아스펜 숲과 농작물 밭으로 대체되었다. 습지도 상당한 지역을 차지힌다.
대형 동물의 수는 크게 줄었지만, 여전히 곰, 늑대, 여우, 무스, 멧돼지가 있다. 수많은 야생 조류가 이 주에 살고 둥지를 틀고 있다. 도시에서 가장 흔한 새는 비둘기, 갈까마귀, 까마귀, 집참새, 박새입니다.
볼가강이 야로슬라블주를 가로질러 흐른다. 우글리치와 리빈스크에 주요 댐과 수력 발전소가 건설되었다. 1941년과 1947년 사이에 채워진 리빈스크 저수지는 유럽에서 가장 큰 저수지 중 하나이다. 물이 채워지면서 이전 도시 몰로가와 수백 개의 마을이 침수되었다. 야로슬라블, 볼로그다, 칼리닌(현재 트베리) 주에 사는 약 15만 명의 사람들이 이 프로젝트와 관련하여 이주해야 했다.
광물 자원은 건설 자재(예: 모래, 자갈, 점토)와 이탄으로 제한된다. 또한 미네랄 워터 샘과 우물도 있다.

### 시간대
모스크바 시간 (MSK/MSD)에 놓여 있다. UTC와의 시차는 +03:00 (MSK)/+04:00 (MSD)이다.

## 역사
사람들이 처음으로 현대 야로슬라블주 지역에 정착한 것은 구석기 시대인 마지막 빙하기가 끝나갈 무렵이었다. 파티아노보발라노보 문화는 기원전 2천년 초에 이 지역에 농업을 도입한 것으로 여겨진다. 야로슬라블주의 가장 이른 역사적 기록에 따르면 주민은 볼가 핀족 메리아인이었다. 그들은 기원후 9세기에서 10세기 사이에 발트슬라브족인 크리비치와 슬로베니아인과 긴밀히 접촉한 것으로 알려졌으며, 결국 키예프 루스의 다른 사람들과 하나의 문화 공동체로 융합되었다.

## 행정 구역

### 군
- 볼셰셀스키군
- 보리소글렙스키군
- 브레이톱스키군
- 다닐롭스키군
- 가브릴로프얌스키군
- 류빔스키군
- 미시킨스키군
- 네코우스키군
- 네크라솝스키군
- 페레슬랍스키군
- 페르보마이스키군
- 포셰혼스키군
- 로스톱스키군
- 리빈스키군
- 투타옙스키군
- 우글리치스키군
- 야로슬랍스키군

### 도시
- 다닐로프
- 가브릴로프얌
- 류빔
- 미시킨
- 페레슬라블잘레스키
- 페트롭스크
- 포셰혼예
- 로스토프
- 리빈스크
- 투타예프
- 우글리치
- 야로슬라블

## 주민
야로슬라블주는 거의 대부분의 주민이 러시아인이다.
| 민족           | 2002년도의 인구 수 (*보관됨 2012-01-26 - 웨이백 머신) |
| -------------- | ----------------------------------------------------- |
| 러시아인       | 1301,1                                                |
| 우크라이나인   | 13,2                                                  |
| 타타르인       | 6,2                                                   |
| 아르메니아인   | 6,0                                                   |
| 아제르바이잔인 | 5,7                                                   |
| 벨라루스인     | 4,3                                                   |
| 예지디인       | 2,7                                                   |
| 집시           | 1,3                                                   |
| 조지아인       | 1,2                                                   |
| 독일인         | 1,0                                                   |
| 유대인         | 1,0                                                   |

| 연도                | 인구      | ±%     |
| ------------------- | --------- | ------ |
| 1897                | 1,071,355 | —      |
| 1926                | 1,343,163 | +25.4% |
| 1959                | 1,395,627 | +3.9%  |
| 1970                | 1,400,224 | +0.3%  |
| 1979                | 1,424,806 | +1.8%  |
| 1989                | 1,470,357 | +3.2%  |
| 2002                | 1,367,398 | −7.0%  |
| 2010                | 1,272,468 | −6.9%  |
| 2021                | 1,209,811 | −4.9%  |
| Source: Census data |           |        |

## 경제
엔지니어링 및 금속 가공 산업은 이 지역의 주요 산업 부문으로, 러시아에 다양한 제품을 공급한다. 이 산업은 CIS 및 기타 외국과의 대외 경제 관계에 적극적으로 참여한다.
이 주의 농업은 주로 감자, 야채, 아마 재배, 소고기 및 젖소, 돼지, 양 사육, 낚시(리빈스코예 저수지)와 관련이 있다.

### 천연자원
가장 큰 천연 자원은 물과 숲이다. 러시아의 이 지역에는 엄청난 물 매장량이 있다. 야로슬라블주에는 총 길이가 거의 20,000km에 달하는 4327개의 강이 있다. 또한 총 면적이 거의 5,000km2에 달하는 83개의 호수가 있다. 가장 큰 호수는 로스토프스키군의 네로 호수와 페레슬라프스키구의 플레셰예보 호수다. 플레셰예보, 소미노, 바슈틴스코예, 차쉬니코프스코예, 류미코프스코예, 로베츠코예 호수는 주립 자연사 공원에 있다. 이 호수들은 약 70,000년 전에 녹아내린 빙하로 형성되었다. 이 지역의 광물 자원 기반에는 벽돌 점토와 점토 골재, 자갈과 모래-자갈 혼합물, 이탄, 사프로펠이 포함된다.

## 같이 보기
- 야로슬라블주 두마의 의장 목록